# Melampyrum latifolium
Melampyrum latifolium är en snyltrotsväxtart som beskrevs av Takenoshin Nakai. Melampyrum latifolium ingår i släktet kovaller, och familjen snyltrotsväxter. Inga underarter finns listade i Catalogue of Life.